# Kantanos-Selino
Kantanos-Selino (Grieks: Κάντανος-Σέλινο) is sedert 2011 een fusiegemeente (dimos) in de Griekse bestuurlijke regio (periferia) Kreta.
De drie deelgemeenten (dimotiki enotita) van de fusiegemeente zijn:
- Anatoliko Selino (Ανατολικό Σέλινο)
- Kandanos of Kantanos (Κάνδανος of Κάντανος)
- Pelekanos (Πελεκάνος)